# 클레어사 실즈
클레어사 마리아 실즈(영어: Claressa Maria Shields, 1995년 3월 17일~)는 미국의 권투 선수, 종합격투기 선수이다. 2012년과 2016년 하계 올림픽에서 여자 미들급 금메달을 획득하여 미국 권투 선수로는 최초로 올림픽에서 2연속 우승을 차지했다. 또한 세계 선수권 대회에서 2회 우승했으며 팬아메리칸 게임 금메달 1개를 획득했다. 2016년에 프로 선수로 전향했으며 WBA, WBC, IBF , WBO 미들급, 라이트미글급 언디스퓨티드 챔피언에 올랐다. 그녀는 4대 복싱 기구 통합 챔피언 타이틀을 획득한 7명의 선수 중 한 명으로 여자 선수로는 최초로 두 체급 통합 챔피언에 올랐다.